# Raión de Krásnaya Gorá
El raión de Krásnaya Gorá (ruso: Красного́рский райо́н) es un distrito administrativo y municipal (raión) ruso perteneciente a la óblast de Briansk. Se ubica en el oeste de la óblast. Su capital es Krásnaya Gorá.
En 2021, el raión tenía una población de 11 355 habitantes.
El raión es fronterizo al norte, oeste y sur con Bielorrusia.

## Subdivisiones
Comprende el asentamiento de tipo urbano de Krásnaya Gorá (la capital) y los asentamientos rurales de Koliudy, Lotaky, Liubovsho, Makárichi, Perelazy y Yálovka. Estas siete entidades locales suman un total de sesenta localidades.